# Haddad
Haddad ist ein arabischer Familienname.

## Herkunft und Bedeutung
Haddad ist ein Berufsname und bezeichnet einen Schmied.

## Namensträger
- Abdul Raouf Haddad (* 1975), palästinensischer Fußballspieler
- Abdulrahman al-Haddad (* 1966), Fußballspieler der Vereinigten Arabischen Emirate
- Ahmed al Haddad, Großmufti von Dubai
- André Haddad (1930–2017), libanesischer Erzbischof
- Andre El-Haddad (* 1971), libanesischer Fußballschiedsrichter
- Beatriz Haddad Maia (* 1996), brasilianische Tennisspielerin
- Célio F. B. Haddad (* 1959), brasilianischer Herpetologe
- Charles R. Haddad (* 1979), südafrikanischer Arachnologe
- Dany Haddad (* 1960), libanesischer Fechter
- Diana Haddad (* 1976), libanesische Sängerin
- Eddie Haddad (1928–1978), kanadischer Boxer
- El-Moustafa Haddad (* 1940), marokkanischer Segler
- Elie Bechara Haddad (* 1960), Erzbischof der Melkitischen Griechisch-Katholischen Kirche von Sidon
- Fawwaz Haddad (* 1947/1950), syrischer Jurist und Autor
- Fernando Haddad (* 1963), brasilianischer Politiker der Arbeiterpartei (Partido dos Trabalhadores)
- Georges Haddad (1924–1985), von 1965 bis 1985 Erzbischof von Tyros
- Georges Nicolas Haddad (* 1957), melkitischer Erzbischof von Banyas, Libanon
- Gholam Ali Haddad-Adel (* 1945), iranischer Politiker
- Gibril F. Haddad (* 1960), Persönlichkeit des Islams aus dem Naqschbandi-Sufiorden
- Grégoire Haddad (1924–2015), melkitischer Erzbischof von Beirut und Jbeil (1968–1975)
- Hassan el-Haddad (* 1957), ägyptischer Ringer
- Henrique Haddad (* 1987), brasilianischer Segler
- Hernán Haddad (1928–2012), chilenischer Diskuswerfer
- Hubert Haddad (* 1947), französischer Schriftsteller, Dramatiker, Essayist und Maler
- Ihsan Haddad (Ihsan Nabil Farhan Haddad, * 1994), jordanischer Fußballspieler
- Ismail El Haddad (* 1990), marokkanischer Fußballspieler
- Izz al-Din al-Haddad, palästinensischer Hamas Terrorist
- Jamey Haddad (* 1952), US-amerikanischer Schlagzeuger und Perkussionist
- Jamil Haddad (1926–2009), brasilianischer Politiker
- Janie Haddad Tompkins (* 1972), US-amerikanische Schauspielerin
- Jean Assaad Haddad (1926–2021), libanesischer Geistlicher, melkitisch griechisch-katholischer Erzbischof von Tyros
- Jerrier Haddad (1922–2017), US-amerikanischer Computeringenieur
- Joumana Haddad (* 1970), libanesische Dichterin, Journalistin und Übersetzerin sowie Performerin und bildende Künstlerin
- Khalil Haddad (1875–1954), libanesischer Kapuziner, siehe Jakob von Ghazir
- Lahcen Haddad (* 1960), marokkanischer Politiker
- Lyne Haddad (* 1978), französische Eiskunstläuferin
- Maher Haddad (* 1988), tunesischer Fußballspieler
- Mahmoud el-Hadad (* 1986), ägyptischer Gewichtheber
- Malek Haddad (1927–1978), algerischer Schriftsteller
- Maya Haddad (* 1988), deutsche Schauspielerin
- Michel Haddad (1902–1983), ägyptischer Boxer
- Mohamed Haddad (* 1960), syrischer Boxer
- Mohamed Ryad ben Haddad (* 1959), algerischer Hürdensprinter
- Mu'ayed Al-Haddad (* 1960), kuwaitischer Fußballspieler
- Nadjib Sulaiman Haddad (1867–1899), libanesischer Schriftsteller
- Naeem Haddad (* 1933), irakischer Sportfunktionär
- Najib al-Haddad (* 1990), jemenitischer Fußballspieler
- Nihal Haddad (* 1959), syrischer Boxer
- Radhia Haddad (1922–2003, tunesische Feministin und Politikerin)
- Richard S. Haddad (* um 1959), pensionierter Generalmajor der US Air Force
- Saed Haddad (* 1972), deutscher Komponist
- Saleem Haddad (* 1983), britischer Schriftsteller
- Saleh al-Haddad (* 1986), kuwaitischer Weitspringer
- Samira El Haddad (* 1979), marokkanische Boxerin
- Schai Haddad (* 1976), israelischer Rapper und Produzent, siehe SHI 360
- Soraya Haddad (* 1984), algerische Judoka
- Suleyman Haddad (* 1939), syrischer Diplomat
- At-Tāhir al-Haddād (1899–1935), tunesischer Schriftsteller, Gelehrter and Reformer
- Wadi Haddad (1927–1978), Führer der Volksfront zur Befreiung Palästinas
- Yvonne Haddad (* 1935), US-amerikanische Islamwissenschaftlerin und Hochschullehrerin